# Le Sacrifice de l'épouvanteur
Le Sacrifice de l'épouvanteur (titre original : The Spook's Sacrifice) est le sixième tome de la série L'Épouvanteur signée Joseph Delaney. Paru en 2009, il est précédé de L'Erreur de l'épouvanteur et suivi par Le Cauchemar de l'épouvanteur.

## Résumé
Dans ce tome, Tom vaincra l'Ordinn avec l'aide des sorcières de Pendle, Bill Arkwright, John Gregory, une centaine de mercenaires, Seleinos, Alice et enfin sa maman.
Sa mère mourra en tuant une ancienne déesse, l'Ordinn en Grèce. On apprendra que sa maman est la première Lamia (et la créatrice de toutes les autres sorcières lamias). Comme prévu, Grimalkin donna à Tom un cadeau qui était une dague et "le noir désir" qui est un sort permettant d' "exaucer" une sorte de vœu (par exemple Tom s'en sert pour sauver Alice car une lamia mordait dans sa chair et la vidait de son sang). Tom cèdera aussi son âme au diable, mais celui-ci parviendra-t-il à s'en emparer ?